# PONTSUKA!!
『PONTSUKA!!』（ポンツカ）は、BAYFMのラジオ番組。1999年10月3日開始。パーソナリティーはロックバンドのBUMP OF CHICKEN。

## 概要
千葉県佐倉市出身のBUMP OF CHICKENがパーソナリティを務め、毎週金曜深夜27時（暦の上では毎週土曜日午前3時）から27分間放送されている。放送開始当初より毎週日曜日（暦の上では毎週月曜日）の放送だったが、2023年4月7日より、毎週金曜日に放送時間が変更された。なお、BAYFMのホームページでは、通常放送に未公開トークを加えるなどして再編集したものがストリーミング配信されている（25分～50分程度）。
番組タイトルの「PONTSUKA!!」はメンバー共通の友人のあだ名「ツカポン」よりとられた。
1999年10月3日の放送開始当時は、出演者はBUMP OF CHICKENのメンバーである藤原基央のみで、放送時間も深夜4時からの5分のみだった。現在と同じ深夜3時台の放送となったのは2000年4月2日からで、放送時間も20分に拡大された。この頃にメンバー全員が出演するようになったと考えられる。
メンバー4人のうち誰かが欠席することも少なくない。長らく長期間放送を休んだことはなかったが、2020年に新型コロナウイルス感染症が流行したことから、メンバーやスタッフの感染を防止するためおよそ4ヶ月にわたり放送を休止。その期間は代替番組として「BUMP OF CHICKENミュージックセレクション」が放送された。
時間帯が深夜のため、 BAYFMの機材メンテナンスに重なる場合は放送が休止となるが、その場合は番組内で告知される。
長らく『NEO STREAM NIGHT』内の1コーナーとして放送されていたが、同番組は2019年3月31日をもって終了。その後は単独番組として放送が継続されている。

## 番組構成
番組内容は流動的だが、最近はリスナーからのお便り（新譜やライブの感想から、普通のお便りまで様々）に基づいて進行していくことが多い。また、メンバーの誕生日前後には「誕生日企画」も行われている。また、番組の終盤で読まれる「おたより募集のコーナー」はほぼ固定されている。現在はほぼ行われていないが、リスナーの恋愛相談を受け付ける「ドッキドキラブメール」、リスナーバンドからの質問に答える「バンやろ」、BUMP OF CHICKENの楽曲をコピーしたデモテープを送付してもらう「ちゃま これ聴いて」というコーナーも存在する。
なお、お便りははがき、メールにて受け付けられている。前述のインターネット配信により当番組は全国（全世界）で視聴可能となっているため、番組ではbayfmの放送対象地域である千葉県以外のリスナーからのお便りが取り上げられることも多く、海外のファンからお便りが寄せられることもある。

### ジングル
ジングルとして、ごく初期にメンバー自身で演奏し録音したタイトルコールが2014年まで使用されていた。
2014年途中からは、同年4月6日に行われた幕張メッセでのライブで録音されたもの、2017年途中からは同年9月17日の幕張メッセ公演で録音されたものが使用されており、ライブに参加した観客がタイトルコールしているものとなっている。2020年10月以降（直井の活動休止以降、後述）は再び初期バージョンのタイトルコールに戻されている。

## 来歴
- 1998年10月4日～10月25日 - 『BUMP OF CHICKEN の VIVA!! LONGFELLOW』がbayfm「NEO STREAM NIGHT」内にて放送。
- 1999年10月3日 - 『PONTSUKA!!』放送開始。初回放送は藤原のみの登場で、深夜4時台の5分番組だった。
- 2000年4月2日 - 深夜3時台に移行し、放送時間も20分に拡大された。
- 2001年7月29日 - ハワイに行った体で放送。
- 2002年10月上旬 - bayfmホームページ上でのストリーミング配信開始。この時期に番組ホームページも開設された。
- 2011年3月13日 - 2日前の3月11日に発生した東日本大震災の影響により放送中止。
  - 4月3日 - 放送再開。
  - 4月10日 - ストリーミング配信のみ休止。
- 2014年10月28日 - bayfm開局25周年・番組放送15周年を記念した特別番組『PONTSUKA!! Forever!?』放送。
- 2016年2月16日 - 「MOZAIKU NIGHT  『BUMP OF CHICKEN 20th ANNIVERSARY ポンツカSPECIAL』 」放送。
- 2019年3月31日 - 『NEO STREAM NIGHT』終了。単独番組となる。
- 2019年10月1日 - bayfm開局30周年・番組放送20周年を記念した特別番組『bayfm 30th Anniversary Special PONTSUKA!! 20周年緊急特番 ～ボクらの軌跡～』放送。
- 2020年4月12日 - 新型コロナウイルス感染症の拡大に伴う緊急事態宣言発令を受け、この日の放送分より番組の収録を当面見合わせ。4月12日の放送分より内容を変更して「BUMP OF CHICKENミュージックセレクション」が放送される。
- 2020年8月9日 - 放送再開。
- 2020年8月23日 - 藤原が結婚したことを番組内で発表[2]。
- 2020年9月18日 - 直井の過去の女性問題が報道され、直井がバンドのホームページや自身のSNSに謝罪文を掲載。9月20日の放送が「ミュージックセレクション」[注 4]に差し替えられる。なお、9月25日には直井の活動休止が公式サイトを通じて発表され、それに伴って9月27日の放送分からは3人での収録となる。
- 2021年6月6日 - 9ヶ月ぶりに直井が出演しコメントを読み上げ。
- 2021年9月6日 - 直井がレギュラー出演復帰。
- 2023年4月7日 - 放送時間が金曜深夜27時（暦の上では毎週土曜日午前3時）からに変更。

## 特別番組
すべて通常とは異なる火曜日の放送となっており、放送開始時刻も通常より早くなっている。
PONTSUKA!! Forever!?
2014年10月28日26:00 - 28:57放送。
bayfm開局25周年・番組放送15周年を記念した特別番組。リスナーへの逆電も行われた。
MOZAIKU NIGHT BUMP OF CHICKEN 20th ANNIVERSARY ポンツカSPECIAL
2016年2月16日26:00 - 29:00放送。
BUMP OF CHICKENの結成20周年を記念した特別番組。bayfmで毎週月曜日〜水曜日、金曜日の深夜に放送されている『MOZAIKU NIGHT』内での放送となった。
bayfm 30th Anniversary Special PONTSUKA!! 20周年緊急特番 ～ボクらの軌跡～
2019年10月1日25:00 - 28:53放送。
bayfmの開局30周年および番組放送20周年を記念した特別番組。出演者はBUMP OF CHICKEN、長弘翔子、仲村宗悟。25:00から27:00まではBUMP OF CHICKENは出演せず、長弘と仲村がナビゲーターとして登場し、リスナーから寄せられたお便りを紹介した。27:00からは通常と同じメンバー4人での放送となった。

## ゲスト
- くるり（最初期に登場。カードゲームのUNOをしながらの放送）
- 吟遊詩人（アリtoキリギリス・石井正則）（2001年5月6・5月13日）
- syrup16g（2002年8月25日）
- BURGER NUDS（2002年12月）
- ハックルベリーフィン（2004年1月18日・1月25日）
- 小林弘典（トランスフォーマーデザイナー。2010年10月10日の放送にコメント出演）
- 川田十夢（AR三兄弟、2014年10月28日『PONTSUKA!! Forever!?』）[注 7]